# Борис Моруков
 Борис Владимирович Моруков  е руски лекар, учен и космонавт, служител на Държавния научен център – Институт по биомедицински проблеми. Той е автор на четири изобретения, повече от 100 научни статии. През септември 2000 г., като космонавт-изследовател, взема участие в космическата мисия STS-106 със совалката „Атлантис“, която продължи 11 дни, 19 часа и 11 минути.

## Биография
Роден е на 1 октомври 1950 година в Москва, Русия. През 1967 година завършва гимназия в Москва. През 1973 г., той получава диплома от Руския държавен медицински университет (сега Московски медицински университет).
От 1978 г. до 1984 г. е научен сътрудник в Института по биомедицински науки (ИБМП – IBMP).
През 1979 г. Б. Моруков получава докторска степен в областта на медицинските науки, специалност „Космическа, авиационна и морска медицина“.
От 1984 до 1988 г. е старши научен сътрудник в ИМБП. На 25 януари 1989 г. е одобрен за кандидат за космонавт-изследовател.
От октомври 1990 до февруари 1992 г. се обучава в Центъра за обучение на космонавти „Юрий Гагарин“ като космонавт – изследовател.
Борис Моруков е женен за Нина Морукова. Има дъщеря – Олга и син – Иван.

## Награди
През 1989 г. Борис Моруков е удостоен със званието „Отличник в здравеопазването“.
През 1996 г. на Моруков е присъден орден „За заслуги“ – втора степен.
Борис Моруков е единственият руски космонавт, който не е удостоен със званието „Герой на Русия“.

## Научна дейност
От 1982 – 1987 г. Борис Моруков координира научни проекти, посветени на развитието на мерки за противодействие на негативните метаболитни промени, които настъпват по време на хипокинезия и микрогравитация.
Участва в съвместните американско-руски медицински експерименти на мисиите STS-60, Мир 18/STS-71 и всички други „Мир“-НАСА.
Моруков е публикувал повече от 100 научни статии и има патенти в продължение на четири изобретения.

## Космически опит
Моруков е първият избран за лекар-космонавт през 1976 година. След завършване на основното му космонавтско обучение през 1992 г. той става космонавт-изследовател в Института за биомедицински проблеми.
Моруков влиза в екипажа на STS-106 (8 септември – 20 септември 2000). Екипажа на STS-106 успешно подготви МКС за пристигането на първия постоянен екипаж.
Полетът продължава 11 дни, 19 часа и 12 минути.